# Nosodendron slipinskii
Nosodendron slipinskii – gatunek chrząszcza z rodziny skałubnikowatych opisany przez Endrödy-Younga w 1991. Nazwa gatunkowa została nadana na cześć polskiego entomologa Stanisława Ślipińskiego.